# Sixten
Sixten ist ein männlicher Vorname, der vor allem in Schweden verbreitet ist.

## Herkunft und Bedeutung
Der Name Sixten stammt vom nordischen Sigsteinn ab, das aus den Wörtern sigr/sigher (Sieg) und steinn/sten (Stein) zusammengesetzt ist.

## Verbreitung
In Deutschland befindet sich der Name seit 2012 fast jährlich in den Vornamenscharts. In den letzten 10 Jahren wurde er etwa 30 Mal vergeben. Den Namen tragen in der Schweiz 12 Personen (Stand 2023). Der Name wird in Österreich selten vergeben, seit 1984 nur in den Jahren 2005 und 2014 jeweils ein Mal. In Schweden befindet sich der Name seit 2005 in den Top-100 der Hitlisten. Die beste Platzierung erzielte er im Jahr 2014 mit Rang 19. Von 1998 bis 2023 wurden etwa 6.100 Jungen so genannt. In den Ländern Dänemark und Norwegen wird der Name hingegen nur sporadisch vergeben. Seine Vergaben ist auch in England, Nordirland, Kanada und den USA nachgewiesen.

## Namenstag
Namenstag war früher der 6. August aber ist seit 2001 der 14. Dezember.

## Varianten
- Sigsteinn (altnordisch)
- Sigsten
- Sighsten

## Namensträger
- Sixten Bock (1884–1946), schwedischer Meereszoologe
- Sixten Boström (* 1963), finnischer Fußballspieler
- Sixten Ehrling (1918–2005), schwedischer Dirigent
- Sixten Jernberg (1929–2012), schwedischer Skilangläufer
- Sixten Sason (1912–1967), schwedischer Produktdesigner
- Sixten Sild (* 1964), estnischer Orientierungsläufer
- Sixten Veit (* 1970), deutscher Fußballspieler